# Andropolia lichena
Andropolia lichena är en fjärilsart som beskrevs av Barnes och Mcdunnough 1912. Andropolia lichena ingår i släktet Andropolia och familjen nattflyn. Inga underarter finns listade i Catalogue of Life.